# Nisser
I nisser (sing.: nisse) sono dei folletti più o meno piccoli che fanno parte del folklore scandinavo, in particolare i nisser dei fienili (fjøsnisser) e i nisser rossi (rødnisser) vengono spesso associati al periodo  natalizio in Danimarca e Norvegia. In questi paesi infatti il nome di Babbo Natale è appunto Julenissen cioè il nisse di Natale.

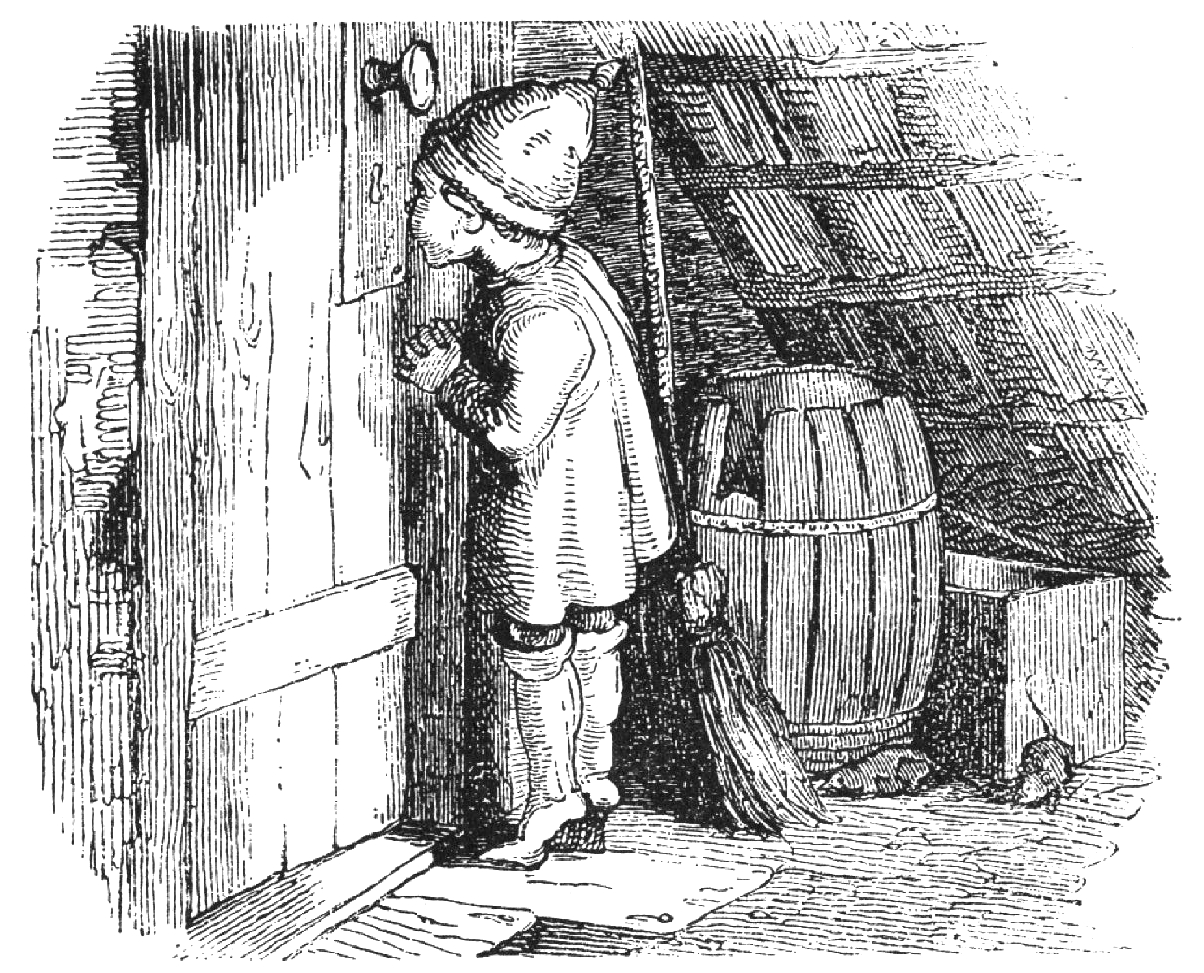
Un nisse in un'illustrazione di un libro di favole di Hans Christian Andersen

Si possono vedere ovunque; nelle vetrine dei negozi, sui davanzali delle finestre e sui muri di tutte le case e restano appesi in modo precario alle cornici dei quadri tenendosi con la punta delle dita.
I nisser sono considerati parenti scandinavi dei pixie e sono famosi per i loro dispetti con i quali si rivelano agli umani. Vengono spesso rappresentati vestiti con abiti poveri tipici della scandinavia del XIX secolo cioè: pantaloni Pantaloni alla zuava (o la gonna per le femmine), zoccoli di legno o scarpe di cuoio, calze di lana alte fino al ginocchio, maglioni tipici di lana, panciotti e camicie da lavoro e un lungo cappello a punta tipicamente rosso.
I nisser solitamente vivono nelle fattorie e nei fienili dove lavorano e curano gli animali in gran segreto, però il loro umore è molto difficile e se si sentono offesi si vendicano con i loro dispetti. Così per generazioni i bambini scandinavi hanno dovuto rappacificarsi con loro lasciando delle scodelle di pappa di riso e latte nascoste nei fienili o nelle soffitte. Infatti l'unica vera prova dei nisser è che la scodella è sempre vuota al mattino dopo.
Esistono però altri tipi di nisser come ad esempio i nisser delle navi (Skipsnisser) chiamati anche Klabautermann. Questi sono ritenuti i responsabili degli inconvenienti che accadono a bordo delle navi che quando non hanno un colpevole vengono considerati tradizionalmente i loro dispetti. Loro però vivono sulla nave, se ne prendono cura e sono considerati degli spiriti protettori, che secondo una leggenda diffusa nel Mar Baltico risiederebbero nelle navi che vengono trattate con cura e dedizione. I nisser comunque nonostante si tengano sempre nascosti proteggerebbero sia la struttura che l'equipaggio di tali navi.
La leggenda dei nisser ha ispirato numerosissime fiabe e canti natalizi tra i quali il tradizionale canto natalizio norvegese På låven sitter nissen di Margrethe Munthe (1860 – 1931).

## Galleria d'immagini

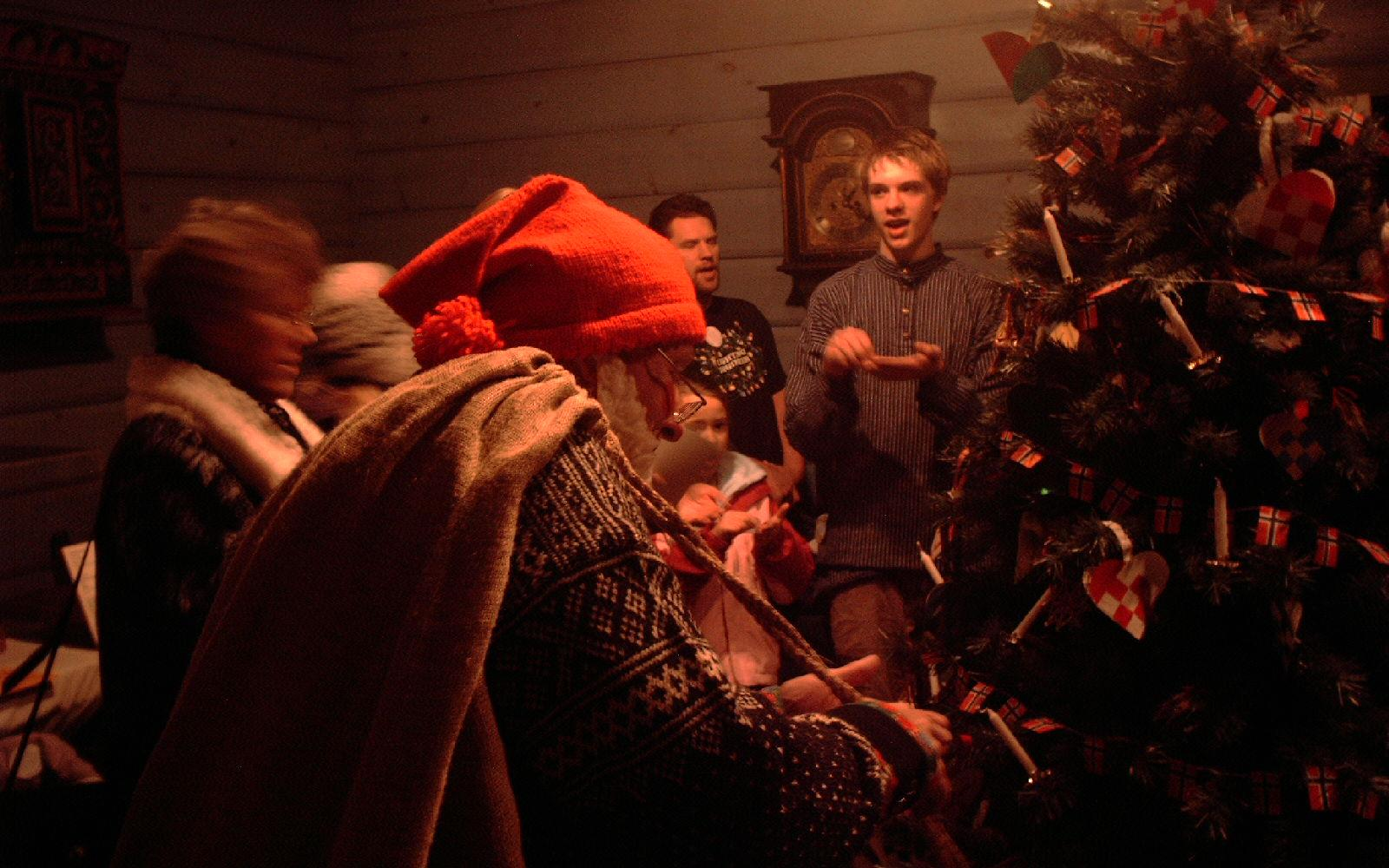
Festeggiamenti di natale con Julenisse e l'albero di natale
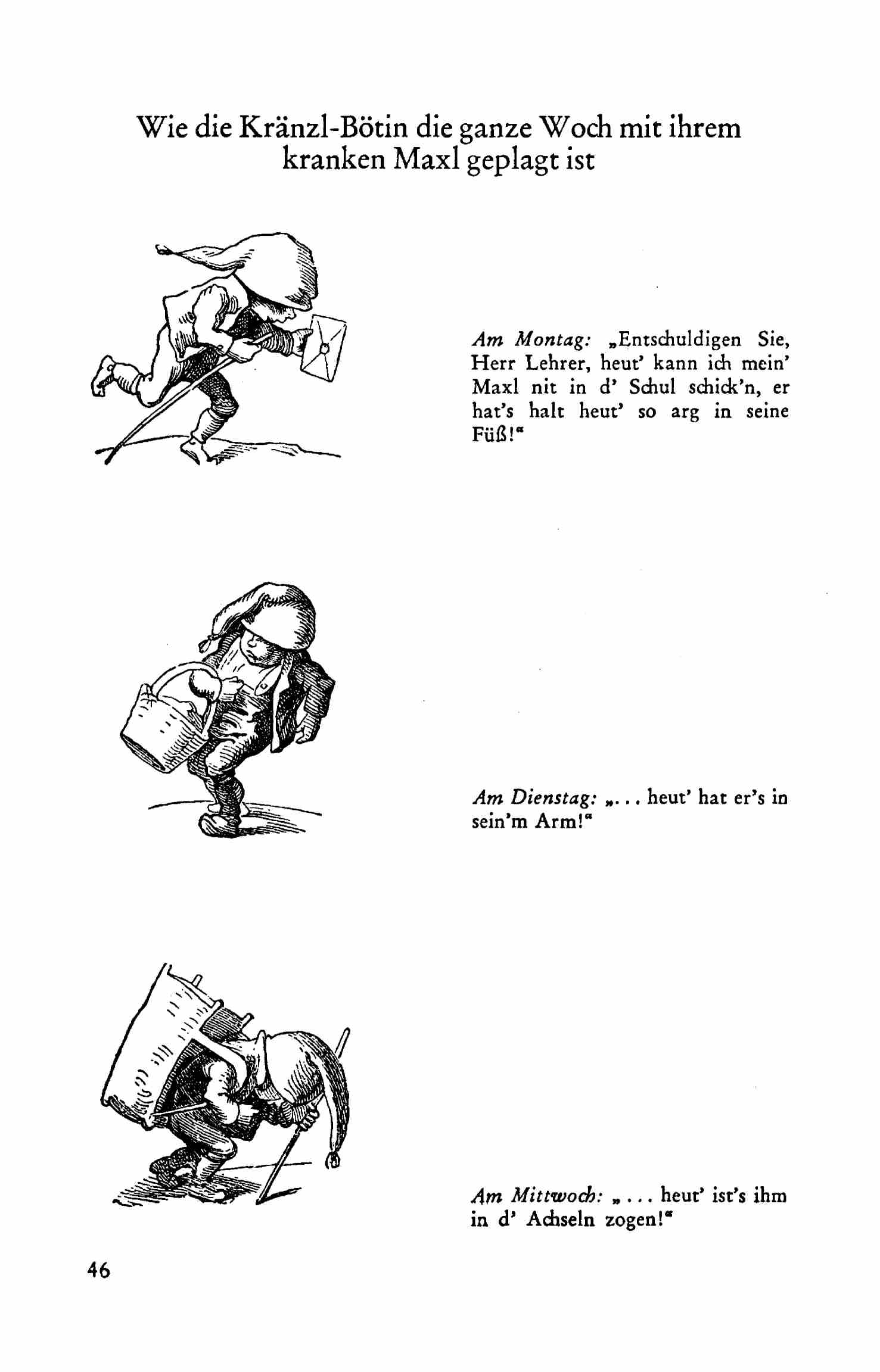
Illustrazione tedesca di fine ottocento di nisser al lavoro
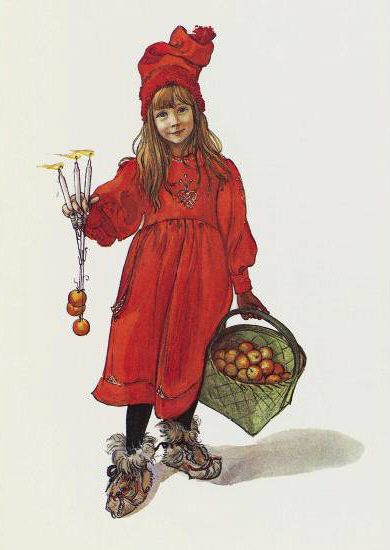
Illustrazione del pittore Carl Larsson  di una bambina con cappello da nisse
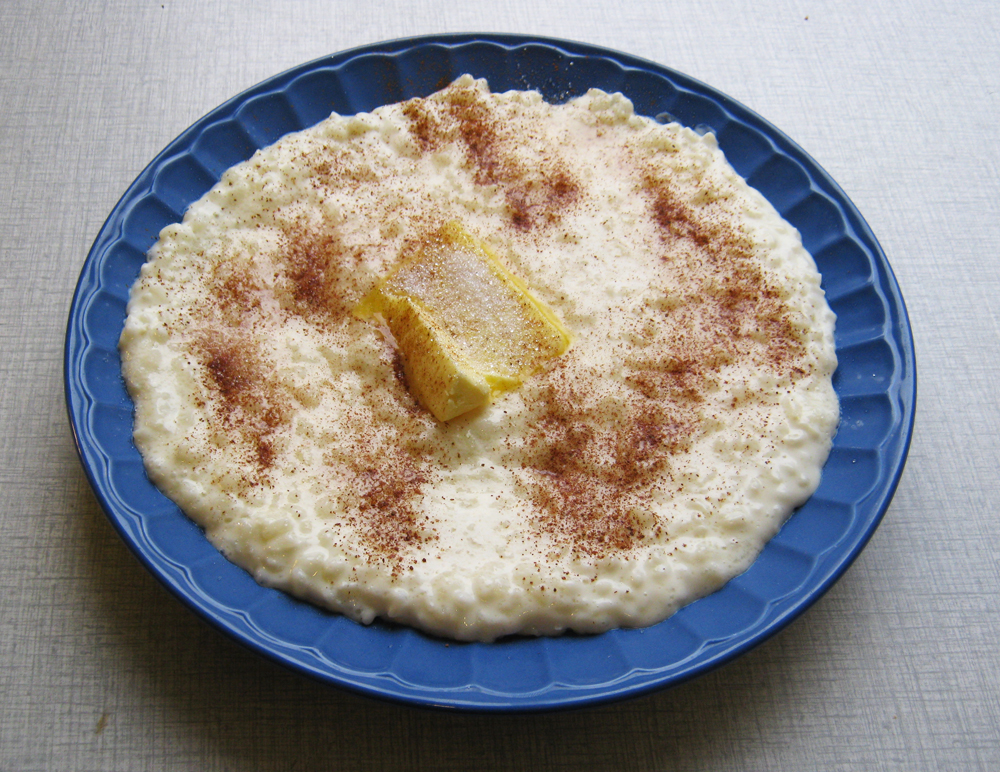
Il tipico porridge di riso e latte servito con burro zucchero e cannella, offerto nei fienili
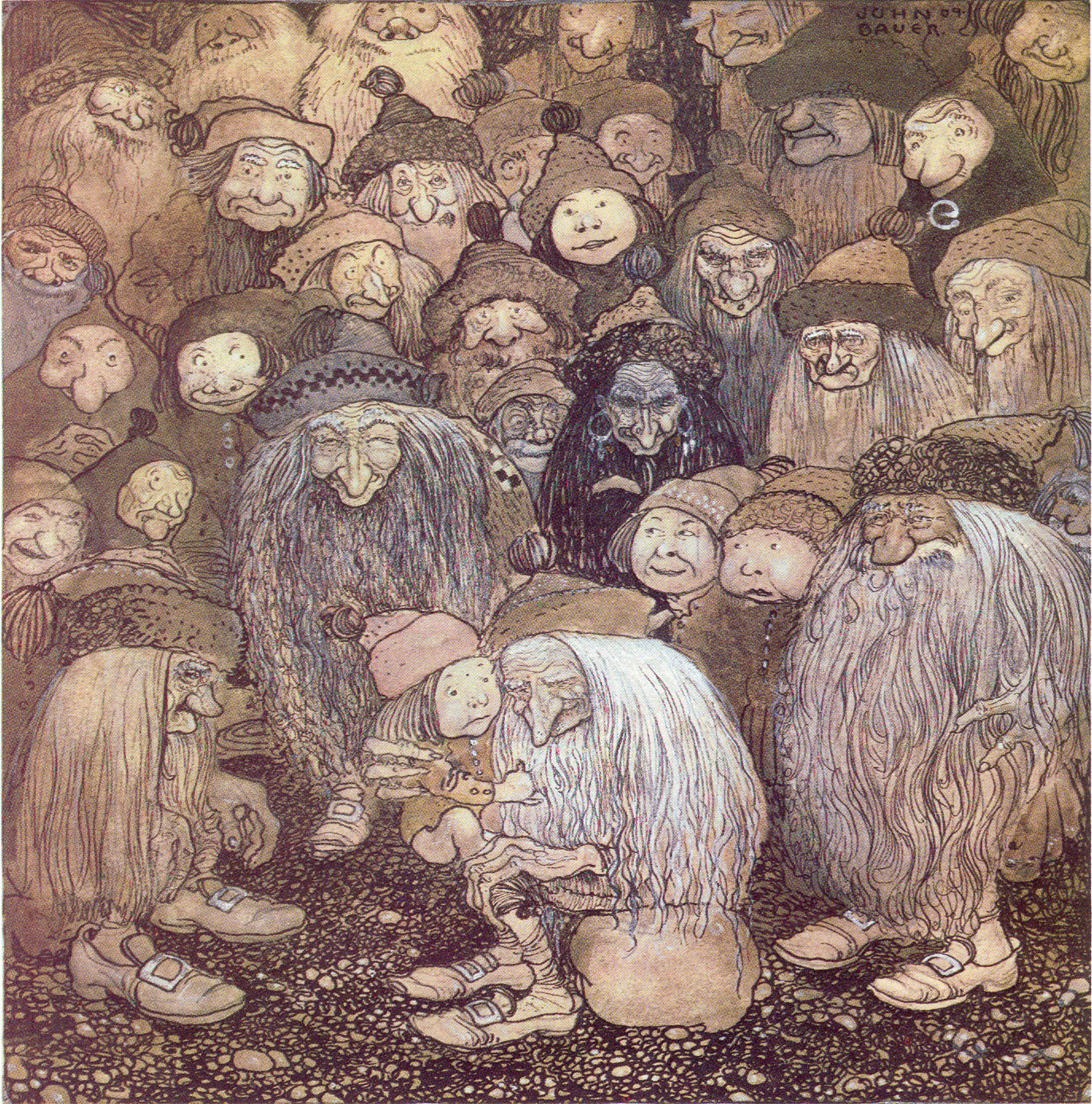
Illustrazione di nisser (delle montagne) del 1909
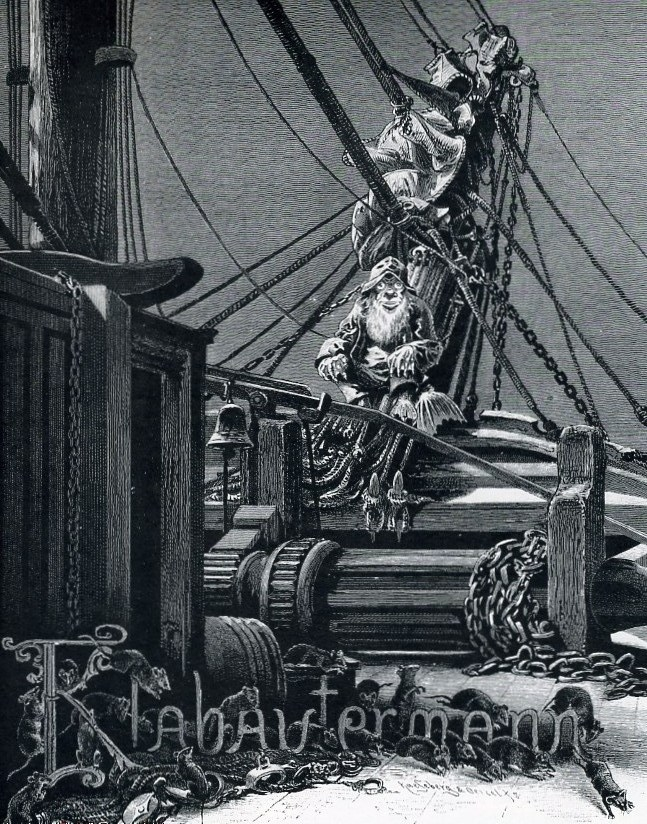
Illustrazione di un Klabautermann o skipsnisse